# شهرستان تیلور (تگزاس)
شهرستان تیلور، تگزاس (به انگلیسی: Taylor County, Texas) یک سکونتگاه مسکونی در ایالات متحده آمریکا است که در تگزاس واقع شده‌است.

## خصوصیات
شهرستان تیلور ۲٬۳۸۰٫۲۱ کیلومترمربع مساحت دارد.